# Antônio Augusto Ribeiro Reis Júnior
Antônio Augusto Ribeiro Reis Júnior, conegut com a Juninho Pernambucano (n. 30 de gener de 1975, Recife, Brasil) és un exfutbolista brasiler que jugava com a centrecampista ofensiu. Actualment és el director de futbol de l'Olympique Lyonnais.

## Clubs
| Club                 | País   | Any       |
| -------------------- | ------ | --------- |
| Sport Club do Recife | Brasil | 1993−1994 |
| Vasco da Gama        | Brasil | 1994−2001 |
| Olympique Lyonnais   | França | 2001−2009 |
| Al-Gharafa SC        | Qatar  | 2009-2011 |
| Vasco da Gama        | Brasil | 2011-2013 |
| New York Red Bulls   | EE.UU. | 2013      |

## Palmarès

### Campionats nacionals
| Títol                  | Club                 | País   | Any  |
| ---------------------- | -------------------- | ------ | ---- |
| Campionat pernambucano | Sport Club do Recife | Brasil | 1994 |
| Campeonato Brasileiro  | Vasco da Gama        | Brasil | 1997 |
| Campionat carioca      | Vasco da Gama        | Brasil | 1998 |
| Torneig Rio-São Paulo  | Vasco da Gama        | Brasil | 1999 |
| Campeonato Brasileiro  | Vasco da Gama        | Brasil | 2000 |
| Ligue 1                | Olympique Lyonnais   | França | 2002 |
| Supercopa de França    | Olympique Lyonnais   | França | 2002 |
| Ligue 1                | Olympique Lyonnais   | França | 2003 |
| Supercopa de França    | Olympique Lyonnais   | França | 2003 |
| Ligue 1                | Olympique Lyonnais   | França | 2004 |
| Supercopa de França    | Olympique Lyonnais   | França | 2004 |
| Ligue 1                | Olympique Lyonnais   | França | 2005 |
| Supercopa de França    | Olympique Lyonnais   | França | 2005 |
| Ligue 1                | Olympique Lyonnais   | França | 2006 |
| Supercopa de França    | Olympique Lyonnais   | França | 2006 |
| Ligue 1                | Olympique Lyonnais   | França | 2007 |
| Supercopa de França    | Olympique Lyonnais   | França | 2007 |
| Ligue 1                | Olympique Lyonnais   | França | 2008 |
| Copa de França         | Olympique Lyonnais   | França | 2008 |

### Copes internacionals
| Títol               | Club          | País     | Any  |
| ------------------- | ------------- | -------- | ---- |
| Copa Libertadores   | Vasco da Gama | Brasil   | 1998 |
| Copa Mercosur       | Vasco da Gama | Brasil   | 2000 |
| Copa Confederacions | Brasil        | Alemanya | 2005 |